# 高台山站
高台山站是一个沈山铁路和高新铁路上的铁路车站，位于辽宁省沈阳市新民市高台子镇，建于1940年，目前为四等站，邮政编码为110305。目前客运：不办理旅客乘降；行李、包裹托运；货运：办理整车、零担货物发到。